# Pelegrina dithalea
Pelegrina dithalea là một loài nhện trong họ Salticidae.
Loài này thuộc chi Pelegrina. Pelegrina dithalea được Maddison miêu tả năm 1996.